# Erik Lincar
Erik Augustin Lincar (Nagyvárad, 1978. október 16. –) román válogatott labdarúgó, középpályás. Jelenleg edző.

## Pályafutása

### Klubcsapatokban
Utánpótláskorában a francia FC Girondins de Bordeaux-ban nevelkedett. A román első osztályban 1997-ben mutatkozott be a Steaua București színeiben, miután hazatért Franciaországból a Girondins Bordeauxtól. 2002. és 2004. között két nem túl sikeres szezont töltött Görögországban, először a Panathinaikósz, majd az Akrátitosz csapataiban. 2004-ben az orosz Amkar Perm igazolta le, ahol két idényen keresztül játszott. Ezt követően hazatért és kisebb csapatokhoz csatlakozott. Először a Naţional Bucureştihez, majd a Concordia Chiajna. végül pedig a Prefab Modelu együtteseiben játszott.

### A válogatottban
Tagja volt a Romániában rendezett 1998-as U21-es Európa-bajnokságon, házigazdaként részt vevő román U21-es válogatottnak.
A felnőtt válogatott tagjaként részt vett a 2000-es Európa-bajnokságon
A nemzeti csapatban 1999. és 2000 között 5 alkalommal szerepelt és nem szerzett gólt.

### Edzőként
Edzőként sorrendben a következő csapatokat irányította: Inter Clinceni, Callatis Mangalia, FC Hunedoara, Damila Măciuca, Delta Tulcea, CSU Craiova.
a 2009–10-es idényben az  Almería B csapatát irányította, de a gyenge eredmények miatt 2010. január 19-én menesztették.

## Sikerei, díjai
Steaua București
- Román bajnok (2):  1997-98, 2000-01
- Román kupagyőztes (1): 1998–99
- Román szuperkupagyőztes (2): 1998, 2001

## Külső hivatkozások
- Erik Lincar – a National-football-teams.com honlapján